# Anthony Coucheron
Anthony Coucheron (tudi Anton Coucheron oz. Anthony Willemsen), nizozemsko-norveški general in vojaški inženir, * 1650, † 14. marec 1689, Akershus.
1. ↑  Dansk Biografisk Lexikon
2. ↑  Store norske leksikon — 1978. — ISSN 2464-1480